# تل شعير
تل شعير تحتاني (تل شعير شيخان) قرية سورية تتبع ناحية مركز القامشلي، منطقة القامشلي، محافظة الحسكة، شمال شرق سورية، فيها مزار ديني (مرقد الشيخ جبر) وتعد من أقدم القرى الكردية، تقع بين القامشلي وعامودا وتبعد عن القامشلي 12 كم، يعمل سكانها في الزراعة و خاصة زراعة القمح و الشعير و العدس وأراضي القرية تزرع بعلا.